# 三河西国三十三観音霊場
三河西国三十三観音霊場（みかわさいごくさんじゅうさんかんのんれいじょう）は、愛知県の三河地方にある霊場巡礼。

## 歴史

### 江戸時代
寛文10年（1670年）、碧海郡安城村の中村八左右衛門によって創られた三河の観音霊場。
享保年間（1716年～1736年）、吉田の美濃部如水によって整備された。明和6年（1769年）に御詠歌つきの札所案内の木版がつくられた。文化・文政年間（1804年～1830年）には巡礼熱がピークに達したとされる。

### 現代
戦後の1957年（昭和32年）には新たに三河三十三観音が創られたが、江戸時代開創の三河西国三十三観音霊場とは大きく異なる。

## 札所
| #      | 宗派           | 寺号               | 種類       | 所在地         |
| ------ | -------------- | ------------------ | ---------- | -------------- |
| 第1番  | 臨済宗妙心寺派 | 東観音寺           | 馬頭観音   | 豊橋市小松原町 |
| 第2番  | 曹洞宗         | 大岩寺（岩屋観音） | 千手観音   | 豊橋市大岩町   |
| 第3番  | 曹洞宗         | 潮音寺             | 聖観音     | 豊橋市小池町   |
| 第4番  | 浄土宗         | 悟真寺             | 千手観音   | 豊橋市関屋町   |
| 第5番  | 浄土宗         | 龍運寺             | 如意輪観音 | 豊橋市船町     |
| 第6番  | 曹洞宗         | 報恩寺             | 千手観音   | 豊川市小坂井町 |
| 第7番  | 真言宗         | 松高院             | 十一面観音 | 新城市門谷     |
| 第8番  | 高野山真言宗   | 財賀寺             | 千手観音   | 豊川市財賀町   |
| 第9番  | 曹洞宗         | 清海寺             | 千手観音   | 豊川市御油町   |
| 第10番 | 浄土宗         | 長福寺             | 聖観音     | 豊川市赤坂町   |
| 第11番 | 曹洞宗         | 慈恩寺             | 聖観音     | 豊川市萩町     |
| 第12番 | 浄土宗         | 利生院             | 聖観音     | 蒲郡市形原町   |
| 第13番 | 真言宗         | 三ヶ根観音         | 聖観音     | 西尾市東幡豆町 |
| 第14番 | 浄土宗         | 観音寺             | 聖観音     | 西尾市鳥羽町   |
| 第15番 | 曹洞宗         | 金蓮寺             | 十一面観音 | 西尾市吉良町   |
| 第16番 | 臨済宗妙心寺派 | 実相寺             | 千手観音   | 西尾市上町     |
| 第17番 | 浄土宗         | 熊子観音堂         | 如意輪観音 | 西尾市熊味町   |
| 第18番 | 浄土宗         | 実相寺             | 馬頭観音   | 岡崎市竜泉寺町 |
| 第19番 | 天台宗         | 高隆寺             | 聖観音     | 岡崎市高隆寺町 |
| 第20番 | 天台宗         | 滝山寺             | 十一面観音 | 岡崎市滝町     |
| 第21番 | 天台宗         | 真福寺（三河薬師） | 聖観音     | 岡崎市真福寺町 |
| 第22番 | 浄土宗         | 大円寺             | 聖観音     | 岡崎市大門     |
| 第23番 | 浄土宗         | 真如寺             | 十一面観音 | 岡崎市鴨田町   |
| 第24番 | 浄土宗         | 観音堂             | 千手観音   | 岡崎市伊賀町   |
| 第25番 | 曹洞宗         | 観音寺             | 十一面観音 | 岡崎市城北町   |
| 第26番 | 曹洞宗         | 聖禅寺             | 聖観音     | 岡崎市大和町   |
| 第27番 | 真宗高田派     | 清泰寺             | 聖観音     | 岡崎市富永町   |
| 第28番 | 曹洞宗         | 慈眼寺             | 馬頭観音   | 知立市山町     |
| 第29番 | 浄土宗         | 福林寺             | 千手観音   | 豊田市畝部東町 |
| 第30番 | 浄土宗         | 遍照寺             | 十一面観音 | 豊田市鴛鴨町   |
| 第31番 | 臨済宗東福寺派 | 長興寺             | 十一面観音 | 豊田市長興寺   |
| 第32番 | 真言宗         | 水音寺             | 聖観音     | 豊田市上挙母   |
| 第33番 | 曹洞宗         | 大悲殿東昌寺       | 千手観音   | 豊田市猿投町   |
| 番外   | 高野山真言宗   | 普門寺             |            | 豊橋市雲谷町   |